# بیل باکنهام
بیل باکنهام (انگلیسی: Bill Buckenham; ۳ فوریهٔ ۱۸۸۸ – ۹ ژوئن ۱۹۵۴) ورزشکار فوتبال اهل بریتانیا بود.
از باشگاه‌هایی که در آن بازی کرده‌است می‌توان به باشگاه فوتبال آرسنال و باشگاه فوتبال ساوت‌همپتون اشاره کرد. او در سال ۱۹۰۹ به باشگاه فوتبال آرسنال پیوست.